# 26.ª Calle Suroeste
La 26.ª Calle Suroeste o Vigesimosexta Calle Suroeste es una calle ubicada en el cuadrante suroeste de la ciudad de Managua, Nicaragua. Aunque no cuenta con tramos tan extensos como otras vías paralelas, sirve como conexión entre barrios residenciales del sector occidental de la ciudad.

## Trazado
El primer tramo inicia en la intersección con la 2.ª Avenida Suroeste en el Barrio Jonathan González, y avanza hacia el oeste hasta encontrarse con la 27.ª Calle Suroeste en Batahola Sur.

## Barrios que atraviesa
- Jonathan González
- Batahola Sur

## Coordenadas
12°8′35″N 86°17′40″O / 12.14306, -86.29444